# Eva Le Gallienne
Eva Le Gallienne (Londres, 11 de janeiro de 1899 – Weston, 3 de junho de 1991) foi uma atriz, diretora, produtora, tradutora e escritora britânica, radicada nos Estados Unidos. Aos 21 anos já era uma estrela da Broadway, onde aproveitou sua fama para fundar o Civic Repertory Theater, onde produzia, atuava e dirigia.
Conhecida por ser audaciosa e idealista, ela se tornou uma figura pioneira no teatro americano. Atriz eloquente e versátil, interpretando de Peter Pan a Hamlet, Eva também dava aulas de drama, direção e produção para jovens atores e atrizes. Devotou-se às artes dramáticas e ao teatro, oposta ao lucrativo cenário teatral da Broadway. Ela dirigiu o Civic Repertory Theatre Company por 10 anos, de 1926 a 1936, produzindo 37 peças, trabalhando com atores e atrizes como Burgess Meredith, John Garfield, J. Edward Bromberg, Paul Leyssac, Florida Friebus, David Manners e Leona Roberts.

## Vida e carreira
Eva nasceu em Londres, em 1899, filha do poeta de ascendência francesa, Richard Le Gallienne, e de Julie Norregarda, uma jornalista dinamarquesa. Seus pais se separaram quando Eva tinha apenas 4 anos de idade, então ela e sua mãe se mudaram para Paris, onde passou boa parte da infância, viajando entre as duas cidades constantemente. Em Paris, ela foi até as coxias para conhecer a atriz Sarah Bernhardt, o que lhe causaria uma grande impressão.
Sua estreia nos palcos foi em 1914, aos 15 anos, numa produção de Maurice Maeterlinck, Monna Vanna. Depois disso, ela passou vários meses estudando em uma escola de drama. Largou os estudos para atuar em uma comédia, onde foi aclamada pela crítica e pelo público.

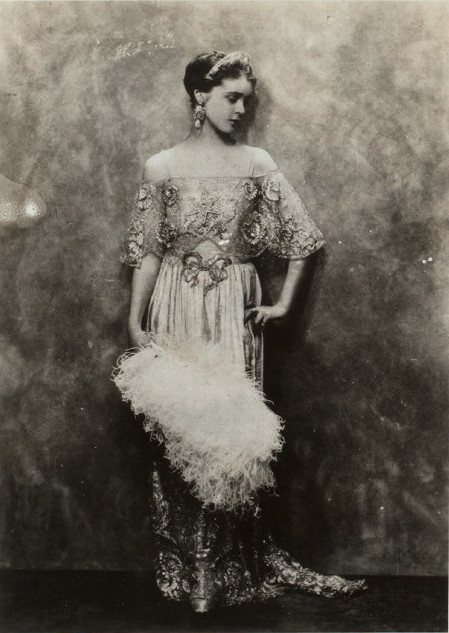
Eva Le Gallienne, cerca de 1920

No ano seguinte, aos 16 anos, Eva e sua mãe foram para Nova Iorque, onde suas primeiras produções não foram bem sucedidas e ela foi dispensada de uma peça enquanto fazia testes para várias outras. Passou a temporada seguinte se apresentando em peças itinerantes e depois de retornar à Europa brevemente, Eva retornou para a Broadway. Trabalhou em várias peças, como na produção de Arthur Richman, Not So Long Ago (1920) e na de Ferenc Molnár, Liliom (1921).

## Teatro
Conscientemente se dedicado à arte do teatro, Eva se opôs firmemente ao "show business" da Broadway, e foi pioneira na emergência do Teatro de Repertório Americano, que dirigiu por dez anos, contanto com apoio financeiro de uma de suas amantes, Alice DeLamar, uma herdeira de um império de mineração no Colorado. Produziu 37 peças neste período. Trabalhou com diversos atores e chegou a rejeitar a inscrição de Bette Davis, cuja atitude ela descreveu como "fria e falsa".
O teatro acabou com a chegada da Grande Depressão de 1929 depois de montar e produzir 34 peças. Eva foi homenageada com a Medalha Nacional de Artes, em 1986.

## Sexualidade
Eva nunca escondeu que era lésbica na comunidade artística, mas admitiu nunca se sentir confortável com sua sexualidade, lutando privadamente contra ela. Chegou a considerar um casamento de aparências com o ator Basil Rathbone, mas desistiu da ideia.
Nos primeiros anos de sua carreira, ela era vista na companhia de atrizes consideradas libertinas como Tallulah Bankhead, Estelle Winwood e Blyth Daly, com as quais ela formou o grupo "Os quadro Cavaleiros de Algonquin", em referência ao Hotel Algonquin.
Em 1918, em Hollywood, ela começou um relacionamento com a atriz Alla Nazimova, que experimentava o auge da fama na época e que lhe deu grande influência no meio artístico. O caso teria acabado devido aos ciúmes de Nazimova. Em 1920, envolveu-se com a poeta, escritora e roteirista, Mercedes de Acosta, por quem foi apaixonada por muitos anos. Ela e Mercedes começaram o relacionamento logo após o casamento de Mercedes com Abram Poole. Mercedes escreve duas peças para Eva durante esta época, Sandro Botticelli e Jehanne de Arc, mas nenhuma fez sucesso. O relacionamento acabou depois de 5 anos, mas cartas posteriores indicam que permaneceram amigas.
Por volta de 1927, ela se envolveu com a atriz Josephine Hutchinson, casada na época e cujo marido entrou com divórcio logo em seguida, chamando Eva de "co-autora" do processo. A imprensa começou a chamar Josephine de "atriz sombria", um termo que na época queria dizer lésbica. Cinco meses depois, Eva atuou na peça Alison's House, sobre a vida de Emily Dickinson, que ganhou o Prêmio Pulitzer.

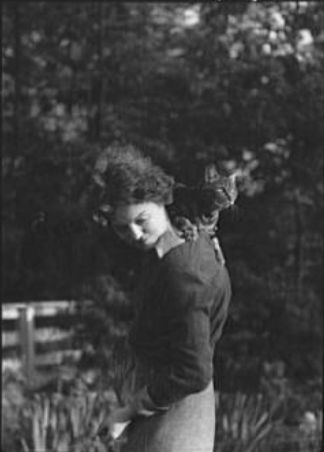
Eva com seu gato, 1937

## Últimos anos e morte
Apesar de ser reconhecida principalmente por seu trabalho no teatro, Eva também fez alguns filmes e produções de televisão. Ganhou uma indicação ao Oscar da Academia por sua atuação em Resurrection. Era a atriz mais velha a receber uma indicação na época. Em 1978, ganhou um Prêmio Emmy por sua versão para a televisão da peça The Royal Family.

### Morte
Em 3 de junho de 1991, Eva faleceu em sua casa em Weston, Connecticut, de causas naturais, aos 92 anos. Eva foi cremada e suas cinzas espalhadas em sua propriedade em Weston.

## Filmografia

### Filme
| Ano  | Título               | Papel                | Observações |
| ---- | -------------------- | -------------------- | --- |
| 1955 | Prince of Players    | Gertrude em "Hamlet" | |
| 1959 | The Devil's Disciple | Sra. Dudgeon         | |
| 1980 | Resurrection         | Grandma Pearl        | National Board of Review Award por Melhor Atriz Coadjuvante Indicada—Óscar de Melhor Atriz Coadjuvante Indicada—Saturn Award de Melhor Atriz Coadjuvante |

### Televisão
| Ano  | Título                       | Papel            | Observações                          |
| ---- | ---------------------------- | ---------------- | ------------------------------------ |
| 1948 | The Ford Theatre Hour        | Annie Jones      | episódio: Years Ago                  |
| 1950 | The Ford Theatre Hour        | Lettie           | episódio: Uncle Harry                |
| 1955 | Alice in Wonderland          | White Queen      | (filme para a TV)                    |
| 1956 | The Corn is Green            | Miss Moffat      | (filme para a TV)                    |
| 1958 | The DuPont Show of the Month | Abbess           | episódio: The Bridge of San Luis Rey |
| 1958 | Studio One in Hollywood      | Martha Koering   | episódio: The Shadow of a Genius     |
| 1958 | Playhouse 90                 | Grandma James    | episódio: Bitter Heritage            |
| 1960 | Play of the Week             | Queen Elizabeth  | episódio: Mary Stuart                |
| 1977 | The Royal Family             | Fanny Cavendish  | (filme para a TV)                    |
| 1984 | St. Elsewhere                | Evelyn Milbourne | episódio: The Women                  |

Fonte: